# Озерця (Ковельське лісове господарство)
Озерця — гідрологічний заказник місцевого значення. Об'єкт розташований на території Ратнівського району Волинської області, ДП «Ковельське ЛГ».
Площа — 36,3000 га, статус отриманий у 2000 році.